# Areia (Cascais)
Areia é uma localidade portuguesa pertencente à freguesia de Cascais e Estoril, no concelho de Cascais, Portugal. A aldeia encontra-se totalmente dentro do perímetro do Parque Natural de Sintra-Cascais. É um dos locais de ocupação mais antiga do concelho, sendo aqui que se encontra a Estação lusitana-romana dos Casais Velhos. Possui como principais pontos de interesse o seu núcleo urbano histórico, a Capela de São Brás e elementos da sua arquitetura popular como o seu chafariz, lavadouro e bebedouro.

Limita a oriente com a Aldeia de Juso, e a sul com Birre e Quinta da Marinha.